# 金湍
金湍（韓語：김단，2003年2月6日—），韓國男演員。

## 影視作品

### 劇集
| 年份 | 播放平台 | 劇名                  | 角色         | 備註 |
| 2025 | tvN      | 《機智住院醫生生活》  | 外科住院醫師 |      |
| 2025 | SBS      | 《TRY：我們成為奇蹟》 | 文雄         | 配角 |

## 外部連結
- 官方网站
- 金湍的Instagram帳戶
- 金湍在NAVER上的资料
- 金湍在Daum上的资料
- 金湍在HanCinema的頁面（英文）